# بورا گولسوی
بورا گولسوی (به ترکی استانبولی: Buğra Gülsoy) (زاده ۲ فوریه ۱۹۸۲) بازیگر، نویسنده و کارگردان اهل ترکیه است.

## زندگی
بورا دبستان و دبیرستان خود را در آنکارا به اتمام رساند و اولین بار در ۱۳ سالگی روی صحنهٔ تئاتر رفت. در سال ۲۰۰۴ از دانشگاه مدیترانه شرقی در رشتهٔ معماری فارغ‌التحصیل شد. وی در طول مدتی که در قبرس زندگی می‌کرد، روی صحنه رفت. همچنین به ساخت فیلم کوتاه و بازی در فیلم‌های کوتاه نیز پرداخت. وی همچنین عکاس و گرافیست است. بورا ۲۲ ژوئیه ۲۰۱۱ با بورجو کارا، که وی هم بازیگر تلویزیون است ازدواج کرد و در اوت ۲۰۱۲ از وی جدا شد.
در سال ۲۰۰۸ برای اولین بار به همراه سدا گوون، نقش اصلی سریال «همه برای یکی» در شبکهٔ کانال دی ترکیه را ایفا کرد؛ بعد از آن در سال ۲۰۱۰ در فیلم «خورشید را دیدم» به ایفای نقش پرداخت و به دنیای پردهٔ نقره‌ای قدم گذاشت. پس از آن در سریال فراموش نشدنی حاضر شد. در همان سال در فیلم «سایه‌ها و صورت‌ها» بازی کرد. بورا در فصل اول سریال فاطماگل یا گناه فاطماگل چیه؟ در نقش وورال حضور پیدا کرد؛ و پس از آن در سریال کوزی گونی به همراه کیوانچ تاتلیتوغ در نقش گونی درخشید. بورا در سال ۲۰۱۳ در در نقش اصلی سریال «قصهٔ قدیمی» حاضر شد. وی در سال ۲۰۱۵ در سریال کمدی، عاشقانه ی عشق از نو نقش آفرینی کرده است. سریال دخترم از دیگر کارهای موفق اوست. وی از صحنهٔ تئاتر هم غافل نشد و به همراه دوستانش سرهات تومن و امره ارکان گروهی به نام GET برپا کردند و به فعالیت در سینما و تئاتر می‌پردازند.

## فیلم‌شناسی
| تلویزیون     | تلویزیون                       | تلویزیون       | تلویزیون        | تلویزیون |
| سال          | عنوا                           | نقش            | یادداشت         | کانال    |
| ------------ | ------------------------------ | -------------- | --------------- | -------- |
| ۲۰۰۸         | Hepimiz Birimiz İçin           | Nazım          | Başrol oyuncusu | Kanal D  |
| ۲۰۰۹–۲۰۱۱    | ماندگار                        | تولگا          | Yardımcı oyuncu | atv      |
| ۲۰۱۰–۲۰۱۱    | گناه فاطماگل چه بود؟           | وورال ناملی    | Yardımcı oyuncu | Kanal D  |
| ۲۰۱۱–۲۰۱۳    | کوزی گونی                      | گونی تکین‌اوغلو | Başrol oyuncusu | Kanal D  |
| ۲۰۱۳–۲۰۱۴    | Eski Hikâye                    | Mete           | Başrol oyuncusu | TRT 1    |
| ۲۰۱۴         | Bana Artık Hicran De           | Sinan          | Başrol oyuncusu | Kanal D  |
| ۲۰۱۵–۲۰۱۶    | عشق از نو                      | فاتح شکرچی‌زاده | Başrol oyuncusu | FOX      |
| ۲۰۱۸         | روز هشتم                       | اوزان تاشکیران | Başrol oyuncusu | atv      |
| ۲۰۱۸–۲۰۱۹    | Kızım                          | Demir Göktürk  | Başrol oyuncusu | TV8      |
| ۲۰۱۹         | Azize                          | Kartal Alpan   | Başrol oyuncusu | Kanal D  |
| ۲۰۲۰–۲۰۲۱    | رستاخیز: امپراتوری بزرگ سلجوقی | ملکشاه یکم     | Başrol oyuncusu | TRT 1    |
| ۲۰۲۱         | Misafer                        | Erdem Ersoy    | Başrol oyuncusu | FOX      |
| 2024-günümüz | Bahar                          | Evren Yalkın   | Başrol oyuncusu | Show TV  |
| اینترنت      |                                |                |                 |          |
| سال          | عنوان                          | نقش            | یادداشت         | پلتفرم   |
| ۲۰۲۲         | Dünyayla Benim Aramda          | Tolga Karanç   | Başrol oyuncusu | Disney+  |
| سینما        |                                |                |                 |          |
| سال          | عنوان                          | نقش            | یادداشت         | کارگردان |
| ۲۰۰۴         | Trio                           | Pamir          | Yardımcı oyuncu |          |
| ۲۰۰۵         | Heterotopya                    | Şahin          | Yardımcı oyuncu |          |
| ۲۰۰۶         | İnsan Üçleme                   | Faruk          | Yardımcı oyuncu |          |
| ۲۰۰۷         | Alt Üst                        | Ömer Demir     | Yardımcı oyuncu |          |
| ۲۰۰۷         | Nar Yarası                     | Kuzgun         | Yardımcı oyuncu |          |
| ۲۰۰۸         | Mutlu Son                      | Arda Çakır     | Başrol oyuncusu |          |
| ۲۰۰۹         | Güneşi Gördüm                  | Berat          | Başrol oyuncusu |          |
| ۲۰۱۰         | Gölgeler ve Suretler           | Barış          | Başrol oyuncusu |          |
| ۲۰۱۱         | به روزهای بهتر                 | جمالی          | Başrol oyuncusu |          |
| ۲۰۱۵         | Görümce                        | Ahmet          | Başrol oyuncusu |          |
| ۲۰۱۶         | Robinson Crouse                | Mehmet         | Başrol oyuncusu |          |
| ۲۰۱۶         | Mahalle                        | Ilgaz          | Başrol oyuncusu |          |
| ۲۰۱۷         | Acı Tatlı Ekşi                 | Murat          | Başrol oyuncusu |          |
| ۲۰۱۸         | Cebimdeki Yabancı              | Kerem          | Başrol oyuncusu |          |
| ۲۰۲۴         | Yaren Leylek                   | Hakan          | Başrol oyuncusu |          |
| ۲۰۲۴         | Gecenin Nakaratı               | Bora           | Başrol oyuncusu |          |